# Asia (banda)
Asia es una banda inglésa de rock progresivo. Fue creada en 1981 como un supergrupo, ya que sus miembros habían formado parte de Yes, King Crimson, Emerson, Lake & Palmer y The Buggles.

## Historia

### Creación
El grupo surge en una época en la que varias de las principales bandas de rock progresivo, Space Rock, Rock Sinfónico, Occult Rock, Avant-garde Metal, Art Rock y Metal Progresivo británico, como Yes o Emerson, Lake and Palmer, se encuentran estancadas o envueltas en rumores de separación. Tras la ruptura de King Crimson en 1974 comienzan a surgir planes de crear una superbanda, lo cual intenta en un primer momento el bajista John Wetton junto a Bill Bruford y Rick Wakeman en 1976, sin grandes resultados. En 1977 Bruford y Wetton se reunieron con el guitarrista Allan Holdsworth y el teclista y violinista Eddie Jobson, para formar el grupo UK. Este proyecto funcionó un año con esta formación y otro año más sin el guitarrista y sustituyendo a Bruford por Terry Bozzio. El resultado fue, según muchos críticos, la última obra maestra del rock progresivo clásico: 'Danger Money', y en él se incluye un tema muy comercial, apenas difundido por los medios, pero que marcará el estilo de la futura banda 'Asia': 'Nothing To Lose'. Pese a ello, el proyecto fracasará nuevamente en 1980 tras la gira del grupo por Japón y el abandono de Bozzio. Al tercer intento de John Wetton surge un combo junto a Wakeman, el baterista Carl Palmer y el guitarrista Trevor Rabin. 
Sin embargo, rápidamente Wakeman decidió centrarse en sus proyectos como solista y nunca llegaron a tocar juntos. En 1981 Wetton y el guitarrista Steve Howe (Yes) se conocen y empiezan a pensar en un nuevo proyecto, debido a que ambos salieron de sus anteriores bandas porque querían cambiar a un estilo más comercial y sencillo. Así es como surge definitivamente Asia, ya que rápidamente se enrolaron en el proyecto Geoff Downes y Carl Palmer. El ya citado Trevor Rabin fue considerado para grabar algunas demos, pero finalmente no se quedó en el grupo. Surgió la posibilidad de que se incorporaran Chris Squire y Alan White, pero definitivamente Wetton y compañía decidieron permanecer como un cuarteto. Los seguidores del rock progresivo encontraron su música demasiado cercana a la que suena en las radio fórmulas y extremadamente sencilla, por lo que a muchos de esos aficionados no les gustó la banda.

### Primeros años
Tal y como se ha mencionado su álbum debut (homónimo) fue criticado por los fanáticos más tradicionales por su música excesivamente comercial, y más a raíz del considerable éxito en ventas que tuvo. Estuvo nueve semanas como número uno en la lista de los álbumes americanos más vendidos, y sencillos como "Only Time Will Tell" o "Heat of the Moment" llegaron a lo más alto de los más prestigiosos tops.
Las canciones de este disco debut siguen sonando actualmente en emisoras de rock clásico. Este LP es considerado como uno de los discos de culto del rock de los 80. El tour de presentación del mismo, llevado a cabo en Estados Unidos en los años 1982 y 1983, fue todo un éxito, y Billboard los reconoció como el mejor grupo debutante del año.
Asia es también considerada pionera de la fase dos del rock progresivo. Ni su segundo disco ni ninguno de los posteriores ha tenido el tremendo éxito del primero. Alpha vio la luz en 1983, y temas como "Don't Cry" también gozaron de gran éxito, a pesar de críticas como la de la revista Rolling Stone (que los tachó de sobre-comerciales). El álbum llegó a ser disco de platino, aunque las críticas afectaron a Wetton, que abandonó el grupo fugazmente siendo sustituido por Greg Lake. En este momento tuvo lugar el popular "Asia in Asia", un concierto del grupo en Japón, que pasó a la historia por ser el primero emitido en directo a través del satélite por la MTV. En España fue la recién creada cadena radiofónica Radio 80 la que difundió en directo dicho concierto. Ésta constituyó la primera retransmisión en la ondas españolas de un evento en estéreo. El concierto fue posteriormente editado en video. En 1985 Wetton vuelve al grupo para comenzar la grabación de un nuevo disco, aunque Steve Howe abandona la formación y es sustituido por el guitarrista de Krokus, Mandy Meyer.

### Época Astra
Poco después de los conciertos con Greg Lake, éste abandona el grupo, y el sello discográfico Geffen amenaza con romper el contrato con la banda a no ser que retorne Wetton. Es así como Howe, frente a la imposibilidad de trabajar con Wetton, decide abandonar al inicio de las sesiones del tercer álbum de la banda, inicialmente llamado Arcadia, y para el cual Roger Dean ya estaba preparando los primeros bocetos. 
Es así como Wetton y Downes vuelven a trabajar juntos en la composición de canciones para el álbum, que finalmente se titularía "Astra"; un disco aún más alejado del rock progresivo que sus predecesores, tratando de embarcarse en un sonido más apoyado en la tecnología, con sus ya tradicionales baladas melódicas. El sustituto de Howe, el suizo Mandy Meyer, imprimió un sonido en las guitarras más cercano al hard rock. El grupo presentaba un sencillo de modesto éxito con la canción "Go". Tras desaparecer de las listas en pocas semanas, la gira es cancelada y finalmente esta formación se disuelve, y Wetton comienza a trabajar junto a Phil Manzanera para publicar en 1987 un disco en solitario basado en material que había trabajado para Asia. El músico era el único implicado en el grupo, hasta que en 1989 se produjo un corto tour en el que lo acompañaban Downes y John Young en los teclados.
En 1989 Wetton, Downes y Palmer vuelven a reunirse para grabar cuatro nuevos temas con cuatro guitarristas diferentes ("Days Like These" con Steve Lukather de Toto  (ver sección discografía para más datos), "Prayin' for a Miracle" con Ron Komie, "Am I in Love?" con Mandy Meyer y "Summer (Can't Last Too Long)" con Scott Gorham, que serán la cara B de un recopilatorio en cuya cara A aparecen cinco temas de sus dos primeros discos ("Only Time Will Tell", "Heat of the Moment", "Wildest Dreams", "Don't Cry" y "The Smile Has Left Your Eyes"), así como un quinto tema de "Astra": "Voice Of America", en la cara B. El disco se llamará "Then & Now" y se publicará en 1990.
En 1990, tras el fin de la guerra fría y la caída del muro de Berlín, Asia es invitado a tocar en la Unión Soviética. Como guitarrista participó Pat Thrall, quien tenía un fuerte parecido a Howe en el escenario. El tour además de incluir los temas clásicos de la banda, incluyó temas de bandas en donde habían participado Wetton, como King Crimson y UK, y Geoff Downes The Buggles. En Moscú tocaron ante 20.000 aficionados durante dos noches seguidas, colgando el cartel de "no hay billetes", y grabando un álbum llamado Live in Moscow, que fue disco de oro. Tras estos conciertos Asia inicia una gira por Europa culminando en Notthingam, Inglaterra.
Tras estos conciertos Wetton, influido por las constantes críticas de no poder remontar el éxito de sus primeros dos álbumes junto a Asia, abandona el proyecto para centrarse en su carrera como solista. Carl Parlmer por su parte decide reunirse junto a sus excompañeros en ELP.
Sin embargo Geoff Downes decide continuar, con el fin de capitalizar el éxito alcanzado por Asia, para lo cual decide reclutar a un joven y desconocido cantante y compositor estadounidense llamado John Payne, con un timbre vocal más cercano a Wetton que el de quien había sido su primera opción en 1988, el ex-GTR Max Beacon.

### La era Payne
A fin de conservar cierta continuidad, Geoff Downes decide invitar como músicos de sesión a sus excompañeros Carl Palmer y al veterano Steve Howe, así como también a otros músicos que habían colaborado en otras ocasiones junto a Asia, como es el caso de Pat Thrall. El disco vio la luz en 1992 con el nombre de Aqua, y a partir de aquí, en las presentaciones de la formación en vivo participaron otros colaboradores, comenzando por Steve Howe, siguiendo Chris Slade, Guthrie Govan y un sinfín de caras populares de la música británica.
En 1994 se graba "Aria", y en 1996 "Arena". El grupo presentó al guitarrista Al Pitrelli (Danger Danger, Megadeth, Savatage) como miembro fijo, pero abandonó al poco tiempo en el corto tour de presentación de Aria. Para la grabación de "Arena" se utilizaron tres guitarristas diferentes. A finales de los años 1990 se publican "Archiva 1" y "Archiva 2" (1996 ambos), una colección de temas inéditos compuestos por Downes y Payne que quedaron fuera de las tres primeras grabaciones.
En 1999 se intentó una reunión de la alineación original (a excepción de Howe), pero finalmente no se consiguió y John Payne continuó llevando las riendas de Asia. Wetton y Palmer, entretanto, crearon Qango, pero la banda tuvo muy corta vida. En 2001 Asia publica "Aura", en el cual el grupo vuelve al rock progresivo matizado con elementos electrónicos contemporáneos y algunos pasajes con guiños a la bossa nova e incluso al reggae, aunque sin querer aprovechar el tirón comercial de los primeros discos. No tuvo el mismo éxito.
Finalmente en 2004, con la misma alineación de álbum anterior, publican Silent Nation con la colaboración de Billy Sherwood. Este álbum hunde más a la banda en el ámbito de la tercera división, participando en festivales y presentaciones de pequeñas bandas emergentes, y teatros de escasa capacidad.
En 2005 Downes y Payne llevan a cabo un tour acústico. A finales de ese mismo año el grupo al completo giró por Europa, América del Norte y América del Sur en salas de pequeño y mediano aforo. También se produjo el abandono de Slade, que fue reemplazado por Schellen. El grupo comenzó a trabajar en un nuevo disco.

### Reunión de 2006
El 1 de febrero de 2006 la página web oficial de Steve Howe anunció que el line-up original estaba reunido y planeando un CD, un DVD y un tour mundial para conmemorar el 25 aniversario del grupo. A pesar de que se anunció a bombo y platillo, Carl Palmer se mostró más cauteloso, y dijo que no estaba confirmado que girasen por todo el mundo.
En mayo Palmer confirma que el line-up original va a girar por Estados Unidos, a la par que da detalles sobre un nuevo disco que podría ver la luz en 2007.
Es así como después de 25 años de encuentros y desencuentros finalmente la alineación original de Asia se reúne para conmemorar un cuarto de siglo del lanzamiento de su primer y más exitoso álbum.
De acuerdo a su Itinerario por Sudamérica, se presentan en México (el 14 de marzo Auditorio Nacional, Ciudad de México), en Brasil, en Argentina (el lunes 19 de marzo, Teatro Gran Rex, calle Corrientes, Buenos Aires) y en Chile (el sábado 21 de marzo, Teatro Teletón, Santiago). Conciertos que hicieron cantar durante dos horas a salas llenas de sus fanáticos con temas como "Heat of the Moment", "Only Time Will Tell", "Without You", o "Cuttin' It Fine", entre otras, manteniendo viva y actual la llama del rock, que emociona aún a las generaciones de esa época y se transmite a las actuales.
Lamentablemente a finales de 2007, la gira de Asia por la parte oeste de los Estados Unidos es suspendida, debido a que en un examen médico a John Wetton se le descubre por medio de una MRI una seria oclusión cardiaca del 99%, la cual pone en serio riesgo su vida, teniendo que internarse de urgencia para ser intervenido en una operación a corazón abierto. La operación fue un éxito y Wetton lentamente retoma su trabajo con sus compañeros en Asia, quienes firman un contrato con EMI para lanzar un nuevo álbum llamado Phoenix para abril de 2008, el cual revive la magia de los dos primeros álbumes del grupo.
En el año 2010 y con los mismos integrantes originales, deciden entrar nuevamente a estudio y grabar Omega.
En 2012, siempre manteniendo la formación inicial de la banda, editan un nuevo álbum en estudio: XXX, en conmemoración a los treinta años de la edición de su primer álbum.

## Miembros

### Formación actual
- Geoff Downes: teclados, sintetizadores, órgano, keytar, piano y coros. (1981-1986, 1990-presente)
- Virgil Donati: batería y percusión. (2024-presente)
- Harry Whitley: bajo, voz (2024-presente)
- John Mitchell (2024-presente)

### Miembros anteriores
Muchos músicos han pasado por el grupo, especialmente en los años 1990 del siglo XX cuando en las presentaciones en directo no había músicos fijos sino más bien invitados.
- John Wetton: voz y bajo. (1981-1983, 1984-1986, 1989-1991, 2006-2017, su muerte)
- Steve Howe: guitarra, mandolina y coros. (1981-1984, 1992-1993, 2006-2013)
- Greg Lake: voz y bajo. (1983-1984, murió en 2016)
- Mandy Meyer: guitarra y coros. (1984-1986)
- John Young: teclados y coros (1989-1990)
- Zoe Nicholas: coros (1989-1990)
- Suzie Webb: coros (1989-1990)
- Alan Darby: guitarra (1989)
- Holger Larisch: guitarra (1989-1990)
- Pat Thrall: guitarra y coros. (1990-1991)
- John Payne: voz, bajo y guitarra adicional. (1991-2006)
- Al Pitrelli: guitarra. (1991-1992, 1993-1994)
- Trevor Thornton: batería. (1992-1994)
- Nigel Glockler: batería. (1992)
- Vinny Burns: guitarra y coros. (1992-1993)
- Keith More: guitarra y coros (1993-1994)
- Aziz Ibrahim: guitarra y coros. (1994-1996, 1996-1998)
- Michael Sturgis: batería y percusión. (1994-1997, 1998-1999)
- Elloit Randall: guitarra. (1996)
- Bob Richards: batería. (1997)
- Ian Crichton: guitarra. (1998-2000)
- Chris Slade: batería y percusión. (1999, 2000-2005)
- Guthrie Govan: guitarra y coros. (2000-2006)
- Jay Schellen: batería y percusión. (2005-2006)
- Sam Coulson: guitarra y coros. (2013-2018)
- Ron "Bumblefoot" Thal: voz y guitarra. (2019-2022)
- Carl Palmer: batería y percusión. (1981-1986, 1989-1992, 2006-2014)
- Billy Sherwood: bajo (2017-2019), voz (2017-2019), coros (2019), guitarra. (2018-2019)
- Marc Bonilla: voz y guitarra. (2022)

### Cronología
Esta es una línea de tiempo aproximada de los Miembros de Asia.

## Álbumes de estudio
- 1982 - Asia
- 1983 - Alpha
- 1985 - Astra
- 1992 - Aqua
- 1994 - Aria
- 1996 - Arena
- 1999 - Rare
- 2001 - Aura
- 2004 - Silent Nation
- 2008 - Phoenix
- 2010 - Omega
- 2012 - XXX
- 2014 - Gravitas